# Trattato di Nyírbátor
Il trattato di Nyírbátor è un accordo siglato nell'omonima località nel settembre del 1549 da Ferdinando I e Giorgio Martinuzzi ed esprime il loro accordo a combattere contro gli invasori Ottomani dell'Ungheria  e sancisce l'unificazione di fatto dell'Ungheria.